# George Sisler
George Harold Sisler (ur. 24 marca 1893, zm. 26 marca 1973) – amerykański baseballista, który występował na pozycji pierwszobazowego przez 15 sezonów w Major League Baseball. W 24 meczach wystąpił jako miotacz.
Sisler podpisał kontrakt jako wolny agent w czerwcu 1915 roku z St. Louis Browns. W sezonie 1920 miał najlepszą w American League średnią uderzeń (0,407) i zaliczył najwięcej uderzeń (257 – był to rekord, który został pobity 84 lata później przez Ichirō Suzukiego). W 1922 zwyciężył w lidze w pięciu klasyfikacjach (0,420 BA, 134 R, 246 H, 18 triple'ów, 51 SB) i został wybrany najbardziej wartościowym zawodnikiem. W 1923 nie wystąpił w żadnym meczu z powodu zapalenia zatok, które spowodowało podwójne widzenie.
W grudniu 1927 przeszedł do Washington Senators za 25 tysięcy dolarów, zaś w maju 1928 do Boston Braves za 7,5 tysiąca dolarów. Po występach w sezonach 1931 i 1932 w klubach niższych lig zakończył karierę. W 1939 został wybrany do Galerii Sław Baseballu. W późniejszym okresie był między innymi skautem w Brooklyn Dodgers i trenerem pałkarzy w Pittsburgh Pirates. Zmarł 26 marca 1973 w wieku 80 lat.
| Nagroda/wyróżnienie   | Lata    | Źródło |
| MVP American League   | 1922    | [ 5 ]  |
| Baseball Hall of Fame | od 1939 | [ 6 ]  |